# Улица им. учёного В. З. Власова
Улица имени учёного В. З. Власова — короткая, около 300 м, улица в исторической части Тарусы. Проходит от Коммунальной улицы до проспекта Пушкина.
Зданий, приписанных к улице, нет.

## История
Район улицы ещё в начале XX века представлял собой городскую окраину в «острожной части» Тарусы.
Торжественное открытие улицы прошло 11 июля 2019 года и стало одним из главных торжеств, приуроченных ко Дню города.
Инициаторами наименования одной из тарусских улиц именем выдающегося советского учёного-механика, уроженца Тарусского уезда, жившего и учившегося в Тарусе, В. З. Власова (1906—1958) выступили ученики, почитатели и продолжатели дела Василия Захаровича. Работа в этом направлении была начата ими ещё за 10 лет до этого события.
Василий Захарович Власов любил приезжать в Тарусу с семьей в свободное время. Он был удостоен звания «Почётный гражданин города Тарусы» (2006, посмертно). Родственники учёного сохранили дом в соседнем с улицей Власова переулке Пушкина, где он жил.
Решение о наименовании ранее безымянной улицы было принято 2 июля 2019 года Городской думой (Решение № 35)
В церемонии открытия приняли участие дочь учёного Ирина Васильевна Власова, глава администрации Тарусы Авиль Дёмкин, директор Тарусской СОШ № 2 имени В. З. Власова Елена Фомина, председатель Общественного Совета при Городской думе Тарусы Наталья Верзилина, учёные, писатели, общественные деятели.